# Hypagyrtis triplipunctaria
Hypagyrtis triplipunctaria là một loài bướm đêm trong họ Geometridae.